# セント・ジョセフ墓地 (イリノイ州)
セント・ジョセフ墓地 (St. Joseph Cemetery) と通称される、セント・ジョセフ・カトリック墓地・霊廟 (St. Joseph Catholic Cemetery & Mausoleums) は、アメリカ合衆国イリノイ州クック郡リバーグローブのベルモント・アベニューとカンバーランド・アベニューの交差点に面した位置にある墓地。
この墓地は、1904年に開設された。現在では、墓地区画は事実上空きがなく、1996年以降は大規模な納骨堂が次々と建設されている。

## 埋葬されている主な人物
- ヘレン・ギリス (Helen Gillis) （1911年 – 1987年7月）- ベビーフェイス・ネルソンの妻
- エミール・クシュ（英語版）（1916年11月4日 – 1969年11月26日）
- "ロング・トム"・ヒューズ（英語版）（1878年11月29日 - 1956年2月8日）
- ロバート・L・メイ（1905年7月27日 – 1976年8月10日）
- ベビーフェイス・ネルソン（1908年12月6日 – 1934年11月27日）
- ロマン・プシンスキ（英語版）（1919年5月13日 - 2002年9月25日）